# Karate-Europameisterschaften 2023
Die 58. Karate-Europameisterschaften der European Karate Federation wurden vom 22. bis 26. März 2023 im Palacio Multiusos in Guadalajara, Spanien ausgetragen. Insgesamt starteten 535 Teilnehmer aus 47 Nationen.

## Medaillen Herren

### Einzel
| Kategorie     | Gold              | Silber                  | Bronze                                        |
| ------------- | ----------------- | ----------------------- | --------------------------------------------- |
| Kata          | Damián Quintero   | Mattia Busato           | Kutlhuhan Duran Yuki Ujihara                  |
| Kumite -60 kg | Angelo Crescenzo  | Christos-Stefanos Xenos | Eray Şamdan Florian Haas                      |
| Kumite -67 kg | Steven Da Costa   | Dionysios Xenos         | Burak Uygur Tural Aghalarzade                 |
| Kumite -75 kg | Andrii Zaplintnyi | Erman Eltemur           | Farid Aghayev Quentin Mahauden                |
| Kumite -84 kg | Michele Martina   | Enes Garibovic          | Konstantionas Mastrogiannis Brian Timmermanns |
| Kumite +84 kg | Mehdi Filali      | Georgios Tzanos         | Babacar Seck Sakho Andjelo Kvesic             |

### Mannschaft
| Kategorie | Gold | Silber | Bronze |
| --------- | --- | --- | --- |
| Kata      | Türkei Emre Vefa Göktaş Enes Özdemir Omer Berat Kaynar Ali Sofuoğlu                                                            | Spanien Sergio Galán Lopez Óscar García Alejandro Manzana Raul Martin Romero                                  | Montenegro Kenan Nikocevic Vladimir Mijac Nikola Milic Arijan Kocan Italien Mattia Busato Gianluca Gallo Alessandro Iodice                                                                                                |
| Kumite    | Ukraine Valerii Chobotar Stanislaw Horuna Valerii Sonnykh Ryzvan Talibov Andrii Toroshanko Kostiantyn Tsymbal Andrii Zaplitnyi | Frankreich Enzo Berthon Kilian Cizo Jessie Da Costa Steven Da Costa Mehdi Filali Thanh Liem Le Younesse Salmi | Kroatien Jakov Bunjevac Enes Garibovic Andjelo Kvesic Ivan Kvesic Ivan Martinac Ante Mrvicic Zvonimir Zivkovic Türkei Eren Akkurt Uger Aktas Omer Faruk Arslan Enes Bulut Omer Abdurrahim Ozer Fatih Şen Omer Faruk Yurur |

## Medaillen Damen

### Einzel
| Kategorie     | Gold                | Silber           | Bronze                                        |
| ------------- | ------------------- | ---------------- | --------------------------------------------- |
| Kata          | Paola Garcia Lozano | Helvetia Taily   | Terryana D'Onofrio Dilara Bozan               |
| Kumite -50 kg | Shara Hubrich       | Serap Özcelik    | Eminia Perfetto Nadia Gomez                   |
| Kumite -55 kg | Anschelika Terljuha | Veronika Brunori | Tuba Yakan Gizem Bugur                        |
| Kumite -61 kg | Reem Khamis         | Anita Sergonia   | Anna-Johanna Nilsson Konstantina Chrysopoulou |
| Kumite -68 kg | Elena Quirici       | Irina Zaretska   | Silvia Semeraro Maria Isabell Nieto Mejias    |
| Kumite +68 kg | Johanna Kneer       | Farida Aliyeva   | Nancy Garcia Clio Ferracuti                   |

### Mannschaft
| Kategorie | Gold                                                                 | Silber                                                            | Bronze |
| --------- | -------------------------------------------------------------------- | ----------------------------------------------------------------- | --- |
| Kata      | Italien Noemi Nicosanti Carola Casale Terryana D'Onofrio             | Spanien María López Lidia Rodríguez Raquel Roy                    | Frankreich Mai Link Bui Romane Leitao Helvetia Taily Türkei Sule Azra Akbulut Zehra Kaya Damla Pelit Damla Su Türemen                       |
| Kumite    | Deutschland Madeleine Schröter Reem Khamis Johanna Kneer Gizem Bugur | Kroatien Sadea Bećirović Lucija Lesjak Lea Vukoja Mia Greta Zorko | Italien Pamela Bodei Clio Ferracuti Alessandra Mangiacapra Silvia Semeraro Frankreich Alizée Agier Léa Avazeri Thalya Sombe Jennifer Zameto |

## Medaillenspiegel
Ausrichter 
| Platz | Land          | Gold | Silber | Bronze | Gesamt |
| ----- | ------------- | ---- | ------ | ------ | ------ |
| 1     | Deutschland   | 4    | 0      | 2      | 6      |
| 2     | Italien       | 3    | 2      | 6      | 9      |
| 3     | Ukraine       | 3    | 1      | 0      | 4      |
| 4     | Frankreich    | 2    | 2      | 3      | 7      |
|       | Spanien       | 2    | 2      | 3      | 7      |
| 6     | Türkei        | 1    | 2      | 7      | 10     |
| 7     | Schweiz       | 1    | 0      | 1      | 2      |
| 8     | Griechenland  | 0    | 3      | 2      | 5      |
| 9     | Aserbaidschan | 0    | 2      | 2      | 4      |
|       | Kroatien      | 0    | 2      | 2      | 4      |
| 11    | Schweden      | 0    | 0      | 1      | 1      |
|       | Belgien       | 0    | 0      | 1      | 1      |
|       | Niederlande   | 0    | 0      | 1      | 1      |
|       | Montenegro    | 0    | 0      | 1      | 1      |
| Total | Total         | 16   | 16     | 32     | 64     |